# Jorge Vera Estañol
Jorge Vera Estañol (Ciudad de México, México, 19 de noviembre de 1873-Ciudad de México, 20 de noviembre de 1958) fue un jurista y político mexicano.

## Biografía
Realizó sus estudios profesionales en la Escuela Nacional de Jurisprudencia. Fue secretario de Instrucción Pública en el último gabinete de Porfirio Díaz de marzo a mayo de 1911. El 24 de julio de 1912 junto con diversos maestros y estudiantes de la Escuela Nacional de Jurisprudencia, como consecuencia de la designación de Luis Cabrera como director de ella, fundó la Escuela Libre de Derecho. En 1913, el presidente Victoriano Huerta le obligó a ser parte de su gabinete siendo nuevamente secretario de Instrucción Pública de febrero a junio de ese mismo año. 
Se le desterró de México desde febrero de 1914 hasta 1931 por lo anterior. Falleció en la Ciudad de México el 20 de noviembre de 1958 a los 85 años de edad.

## Obra
- Historia de la Revolución Mexicana. Orígenes y resultados. (1957).
- 'Al margen de la constitución de 1917. (1917).
- Carranza and his bolshevik regime. (1920).